# Val Sumvitg

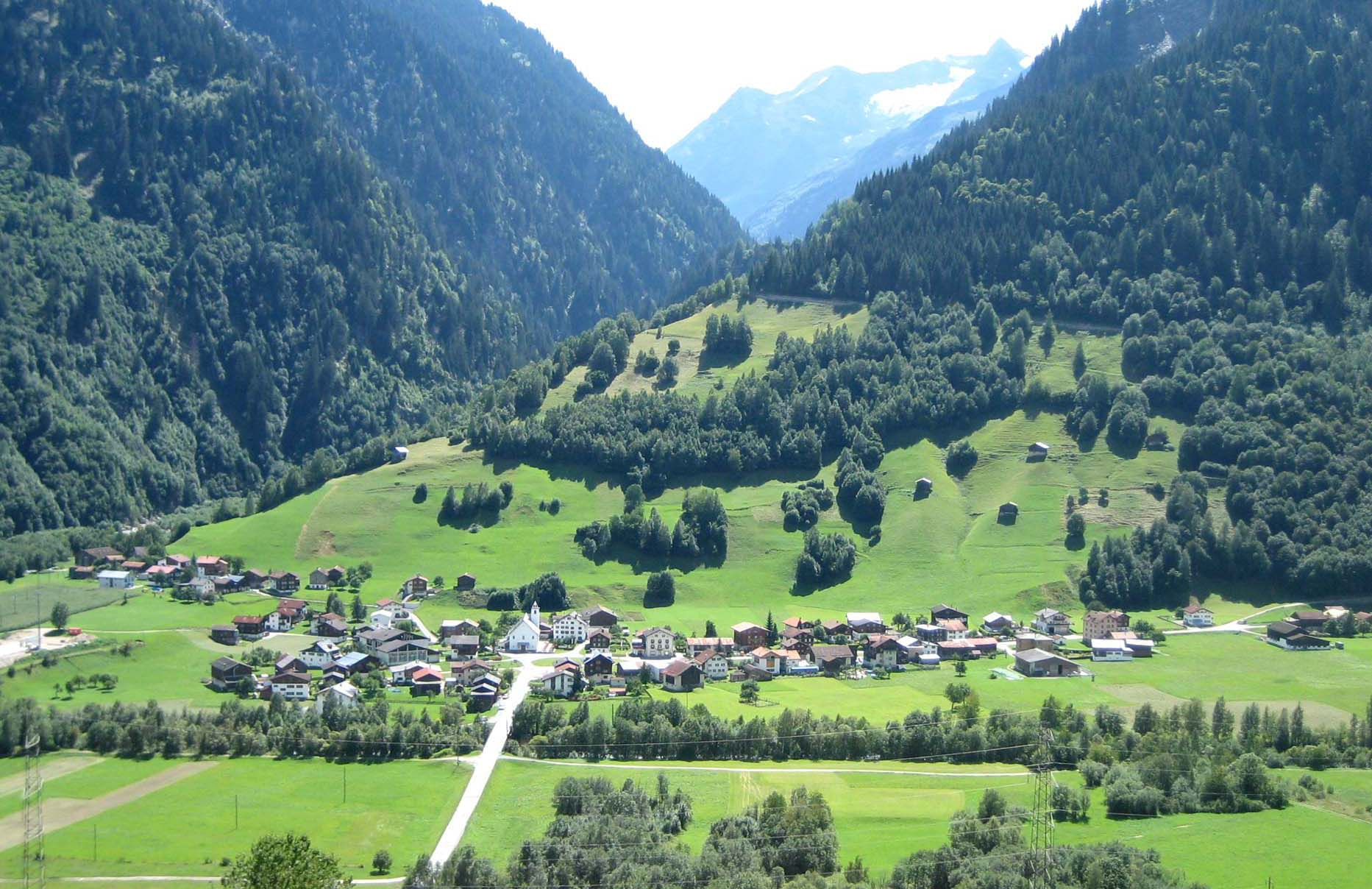
Surrein, dahinter der Eingang zum Val Sumvitg. Blick nach Süden.

Val Sumvitg, Blick Nordnordwesten Tödi. Historisches Luftbild von Werner Friedli (1954)

Das Val Sumvitg  ([ˌvalsʊmˈvic]ⓘ) ist ein rechtes Seitental des Vorderrheintales in der Surselva im schweizerischen Kanton Graubünden.  

## Beschreibung
Das V-förmige Tal erstreckt sich auf einer Länge von rund 10 Kilometern von einer Geländemulde zwischen dem Piz Miezdi und dem Piz Tgietschen hinunter nach Surrein, einer Ortschaft in der Gemeinde Sumvitg. Der höchste Punkt des Tales liegt rund 2000 Meter hoch, Surrein liegt auf einer Höhe von 900 Metern. Die umgebenden Berge erreichen Höhen von fast 3000 m ü. M.
Das Tal wird vom Rein da Sumvitg durchflossen, der im oberen Teil zu einem rund 500 Meter langen See aufgestaut wird.
Ortschaften gibt es abgesehen von den Weilern Portas und Val keine. Im Süden führt ein Saumweg über die Crest la Greina zur Terrihütte und zur Hochebene der Greina. Ein touristischer Anziehungspunkt war das heute stillgelegte Kurbad Tenigerbad, welches 1580 erstmals urkundlich erwähnt wird. Das Heilbad selbst dürfte wesentlich älter sein. 
Das Val Sumvitg zählt zu den beliebtesten Schauplätzen in der romanischen Literatur.
Verkehrstechnisch erschlossen ist das Val Sumvitg durch eine schmale Fahrstrasse. Im unteren Teil führt sie durch den 1983 erstellten rund 600 Meter langen Tunnel Barschaus.

## Bilder

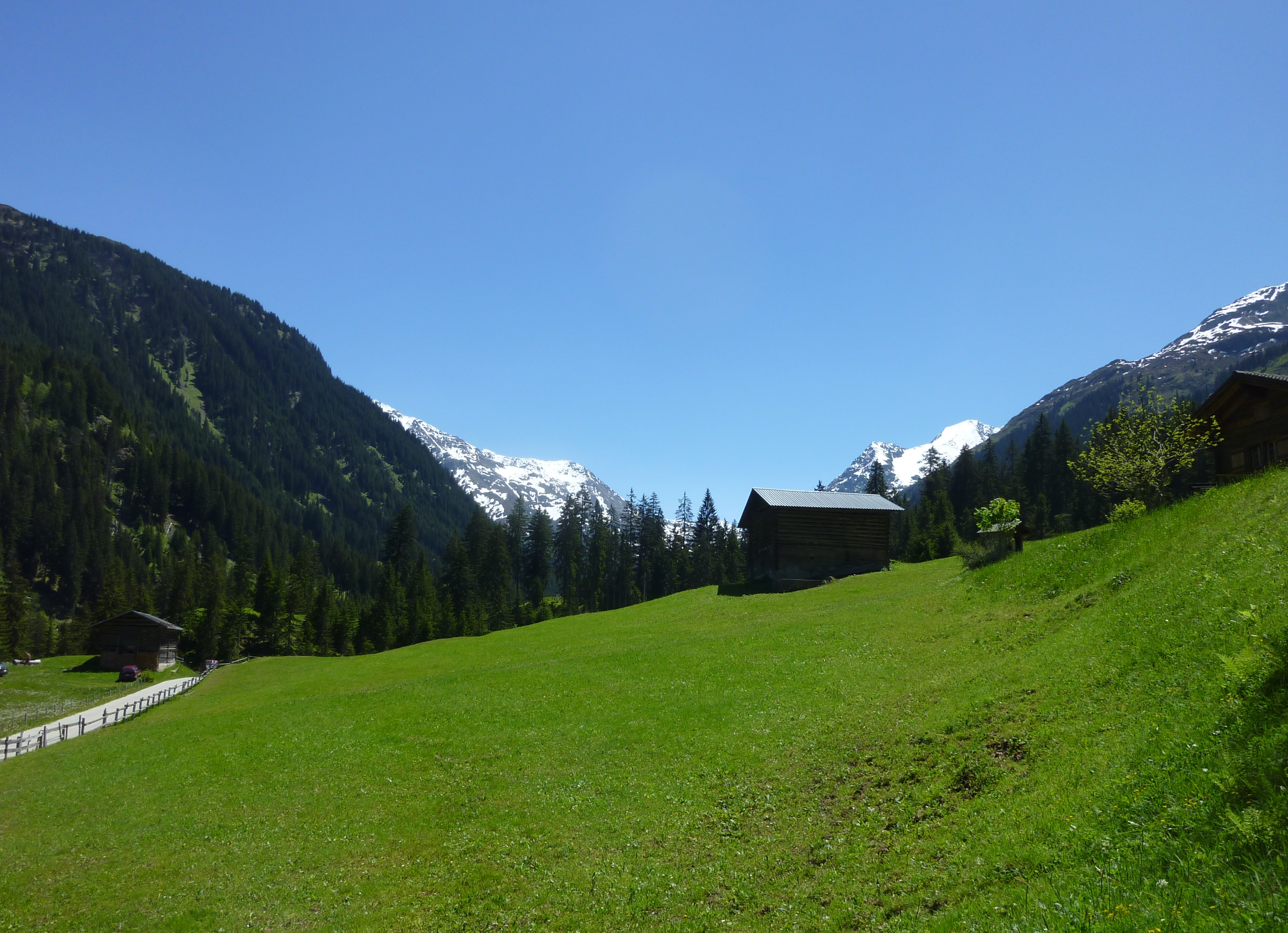
Blick talaufwärts
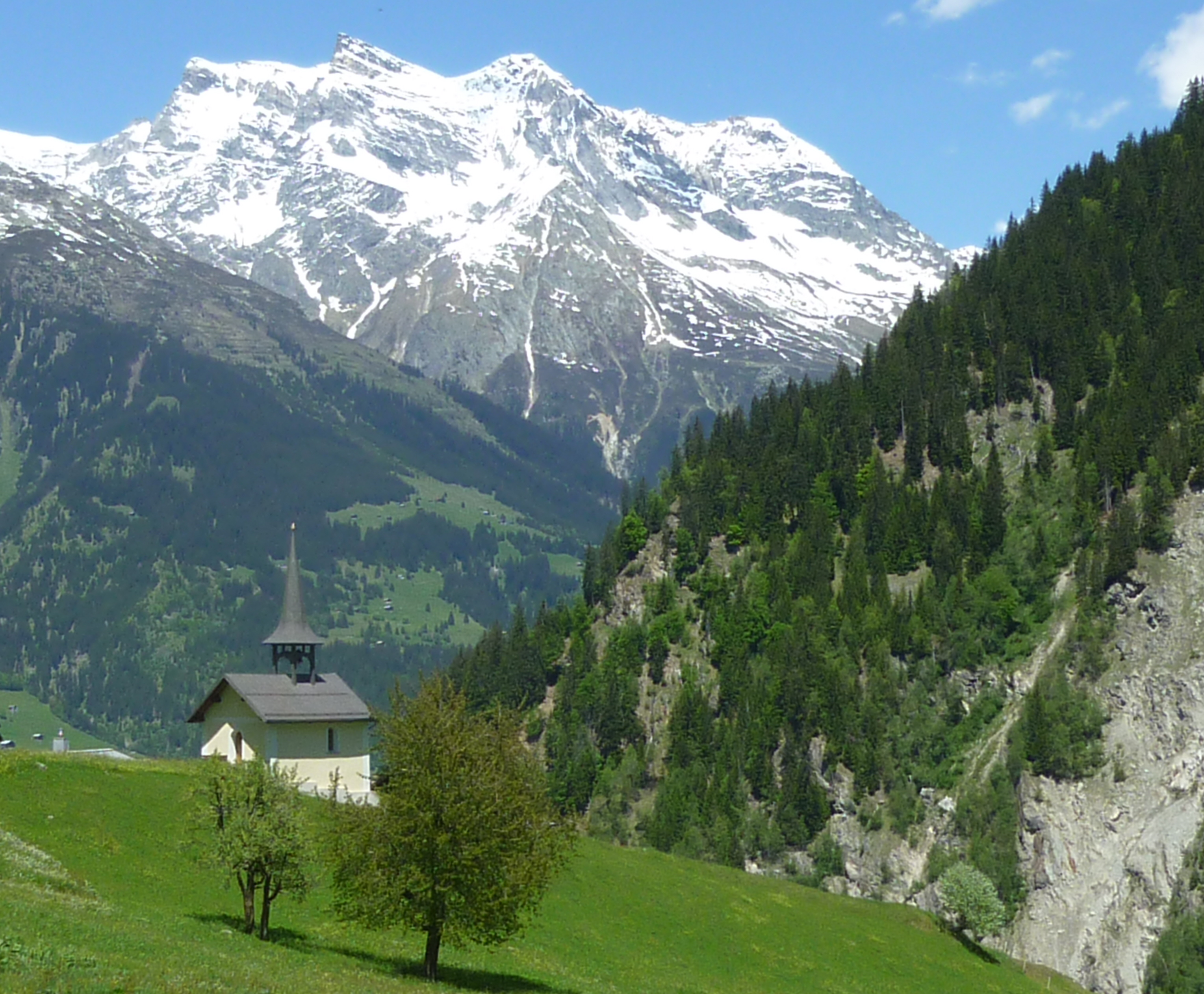
Kapelle St. Paul in Val
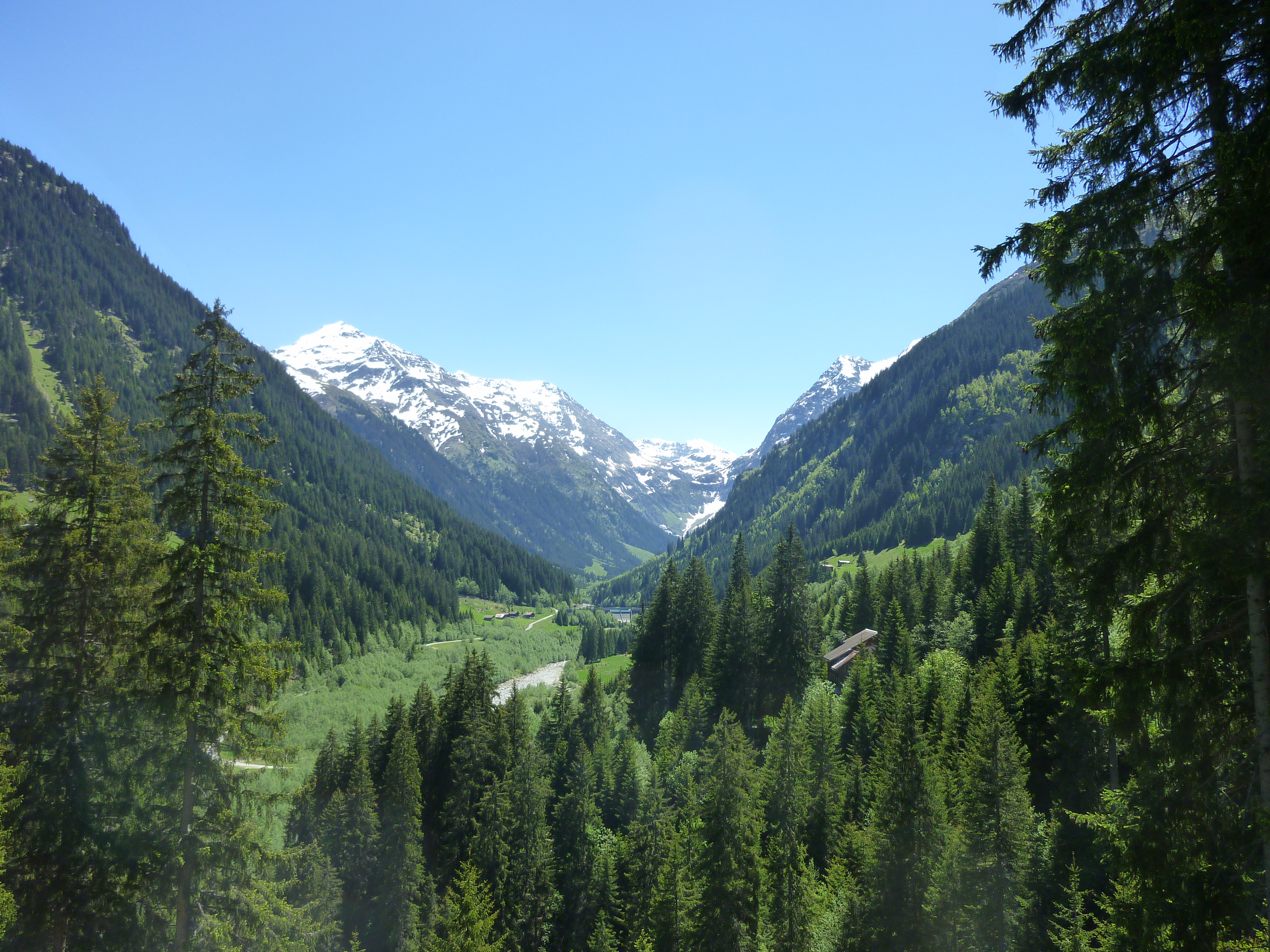
Oberer Teil des Tales
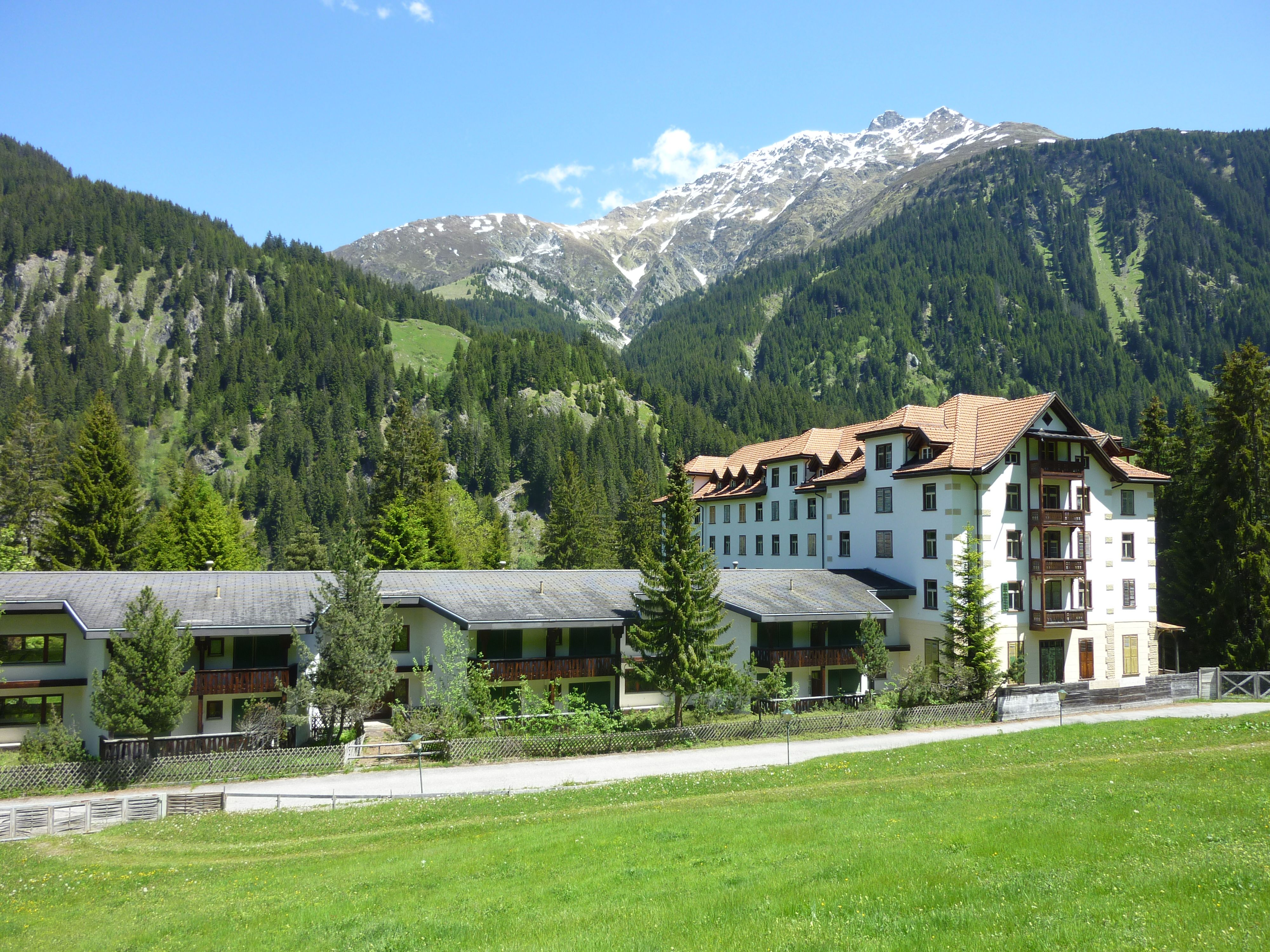
Hotel Tenigerbad